# Сесіл Квентін
Сесіл Квентін (англ. Cecil Quentin, 1852 — 29 жовтня 1926) — британський яхтсмен.
Олімпійський чемпіон 1900 року в класі понад 20 тонн.